# Stemma del Territorio del Nord

Stemma del Territorio del Nord

Lo stemma del Territorio del Nord (in inglese Coat of arms of the Northern Territory) è l'emblema nazionale dell'omonimo territorio australiano.
Fu conferito dalla regina Elisabetta II del Regno Unito con un royal warrant dell'11 settembre 1978, dopo che il 1º luglio del medesimo anno era stato concesso l'autogoverno al Territorio del Nord.
Ai lati, figurano due canguri rossi, che sorreggono con una zampa anteriore uno scudo marrone e con l'altra due conchiglie tipiche delle coste del Territorio del Nord: una Lambis Chiragra e una Corculum Cardissa (rispettivamente ivi note come Spider Conch e True Heart Cockle).
Sullo scudo compaiono espressioni dell'arte del popolo aborigeno delle varie zone del Territorio del Nord: la figura femminile stilizzata al centro rappresenta la cultura degli aborigeni della Terra di Arnhem, mentre i motivi ai lati si riferiscono all'arte dei nativi delle regioni centrali e continentali.
Lo scudo è sovrastato da un elmo araldico decorato con un drappo e con un pennacchio bianchi e marroni. Si ritiene che l'elmo rammenti come il Territorio del Nord sia stato, durante la seconda guerra mondiale, area di combattimenti (tra cui il noto bombardamento di Darwin del 19 febbraio 1942).
Sull'elmo si poggia un'aquila cuneata, che trattiene con gli artigli un tjurunga, oggetto sacro degli aborigeni.
I canguri e lo scudo si poggiano su una montagna di terreno sabbioso (chiaramente evocante l'outback australiano) dal quale, tra radi fili d'erba, crescono due esemplari di rosa del deserto di Sturt, emblema floreale del Territorio del Nord.